# Petra (historische stad)
Petra is een historische stad in Jordanië. Oud-Grieks Πέτρα "rots" was de naam van de hoofdstad van de Nabateeërs. De Nabateeërs zelf noemden de stad Raqmu "de rode, de roze". De plaats is werelderfgoed en gelegen in een dal in de heuvels. Ze is vooral bekend vanwege de in de rotsen uitgehakte graftombes. Vrijwel alle gebouwen die er ooit stonden zijn nu ruïnes.
De bloeitijd van de plaats is te danken aan de handelsroute voor wierook vanuit het 1600 km zuidelijker gelegen Jemen naar Perzië, Syrië en de Griekse en Romeinse rijken. Petra was daarnaast een knooppunt voor andere handelsroutes. De belastingopbrengsten van de handelaars maakten de heersers van Petra schatrijk en dat is te zien aan de luxe gebouwen en grafmonumenten. Rond het begin van de jaartelling woonden in Petra naar schatting 25.000 mensen.

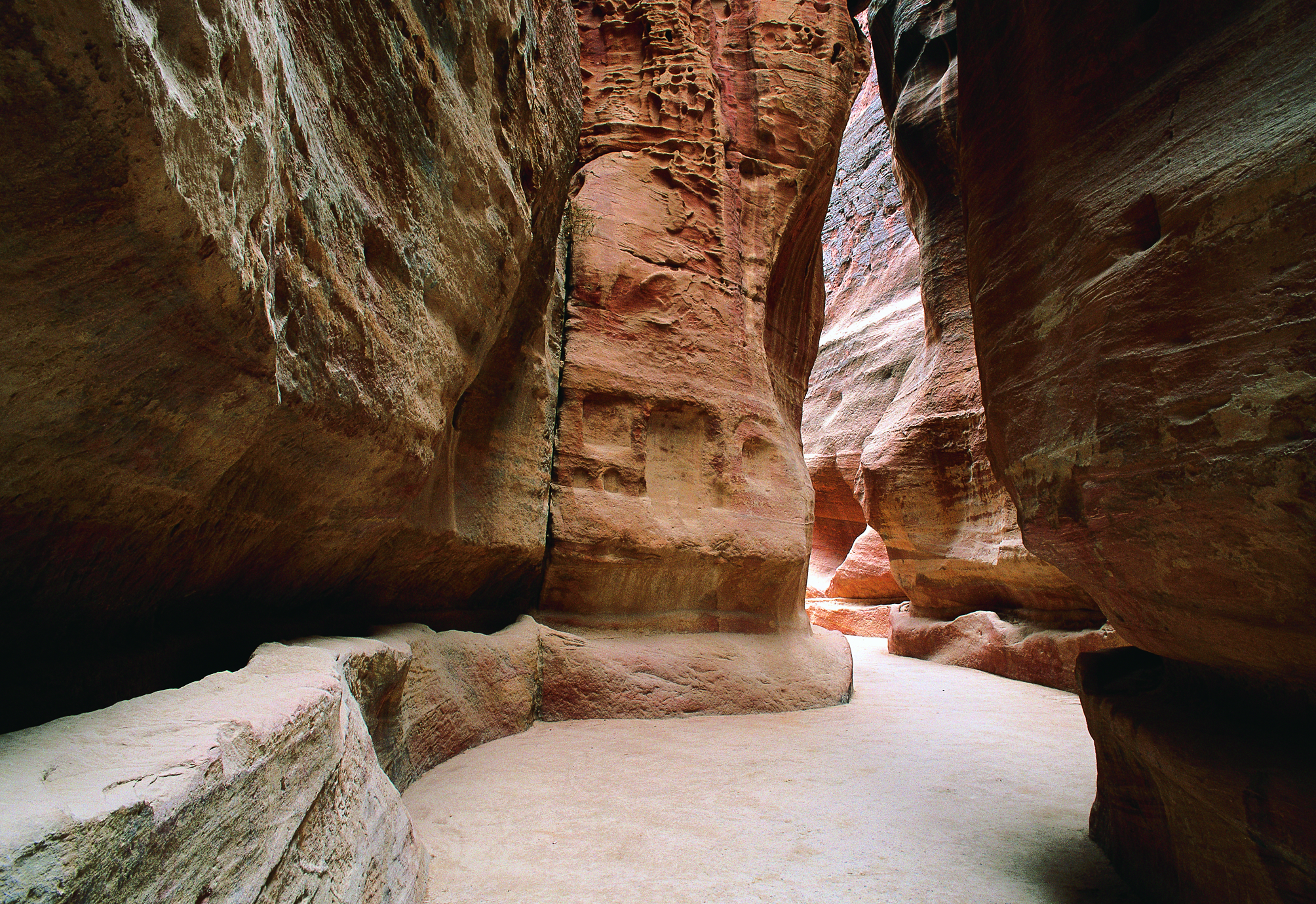
De kloof, Siq, naar Petra. Op het smalste punt is deze slechts twee meter breed. Aan de zijkant zijn de uitgehakte geulen voor de watertoevoer te zien.

De stad ligt in een dal dat alleen via smalle kloven te bereiken is en is daardoor goed te verdedigen. De stad beschikte over een ingenieuze watervoorziening waardoor men het hele jaar door voldoende water had. De Nabateeërs hadden lange tijd een eigen koninkrijk. In 106 werd hun rijk door het Romeinse Rijk veroverd. De handelsroutes veranderden waardoor Petra langzaam haar handelspositie kwijtraakte en in de 7e eeuw verlaten werd.
De Zwitser Johann Ludwig Burckhardt, vermomd als Indiase handelaar, herontdekte Petra in 1812 voor de westerse wereld. De stad was inmiddels tot een ruïne verworden. Petra is in 1985 door UNESCO tot Werelderfgoed verklaard. In 2007 werd de stad verkozen tot een van de zeven nieuwe wereldwonderen.

## Geologie
Petra ligt in een weids dal, ingesloten tussen bergwanden, ten oosten van de Grote of Aravaslenk, halverwege tussen de Golf van Akaba en de Dode Zee op een hoogte tussen 800 en 1350 m. Als gevolg van tektonische activiteiten zijn er diverse breuken in het zandsteen ontstaan. Langs sommige van deze breuken zijn kloven ontstaan en het dal is alleen via deze kloven te bereiken waardoor het goed te verdedigen was. Op hoge punten werden wachttorens gebouwd zodat men strijders al vroeg kon zien aankomen.
Op meerdere plaatsen (in de Wadi Musa) werd water afgetapt en vervoerd door uitgehakte geulen en via buizen van aardewerk die waterdicht waren gemaakt. Ook beschikte men over een systeem om water via verschillende bassins te zuiveren en drinkbaar te maken en naar cisternen te vervoeren. Hierdoor was er het hele jaar door voldoende water en beschikte men zelfs over badhuizen. Water was overigens niet altijd een goede vriend. Enorme regenval kan de siqs (kloven) uiterst gevaarlijk maken. De siqs kunnen zeer snel gevuld worden met water. Aan het begin van de siq vind je dan ook een dam, gebouwd in 1963. Deze is gebouwd boven op een dam uit het jaar 50.
Door deze combinatie van een goed verdedigbare plek, voldoende water en een strategische ligging langs belangrijke karavaanroutes groeide de stad uit tot een belangrijk handelsknooppunt.
De naam Wadi Musa (rivierbedding van Mozes) is tegenwoordig van toepassing op de gehele omgeving van de stad. Hij gaat terug op de enge verbinding tussen water en rots in de regio. Hier is de legende ontstaan dat Petra de plaats is geweest waar Mozes gedurende de exodus van het volk Israël met een slag van zijn staf water uit de rots liet komen, volgens Exodus 17:6. Daadwerkelijk is het zo dat de Nabateeërs met hun kennis van waterhuishouding een kunstmatige oase schiepen en daarmee een voorwaarde voor de bloei en de groei van de stad.

## Bouw van de monumenten
De grafmonumenten zijn uitgehakt in rode zandsteen. Omdat er in de omgeving nauwelijks hout te vinden was kon men geen gebruik maken van steigers. Er werd bovenaan begonnen en naar beneden toe uitgehakt. Bij de Al Khazneh moest men zelfs eerst een route naar boven uithakken. Hierbij was nauwelijks ruimte voor fouten omdat verkeerd uitgehakte delen niet hersteld konden worden en men kon, als men eenmaal lager was met het uithakken, niet meer naar boven om de gevel bij te werken.
Andere gebouwen werden opgebouwd met stenen uit nabij gelegen steengroeves. Deze groeves lagen bijna allemaal hoger zodat de stenen over balken naar beneden gerold konden worden.

## Geschiedenis

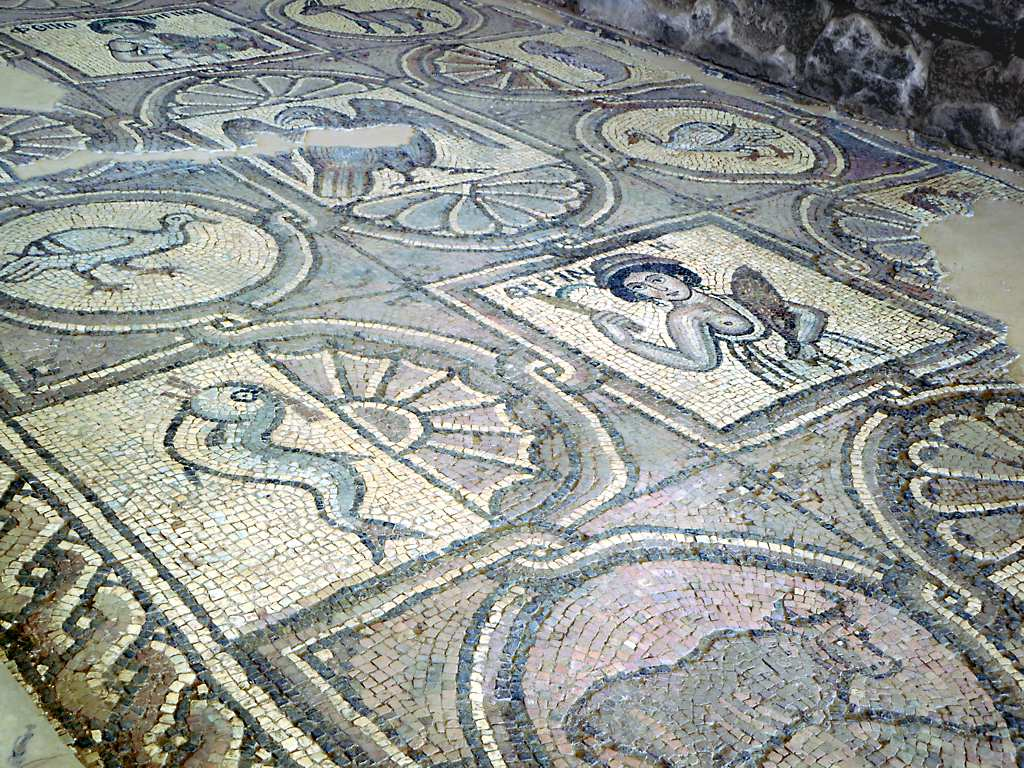
Byzantijnse mozaïeken in de Kerk van Petra uit de 5e eeuw

Petra was in de 8e eeuw v.Chr. de belangrijkste stad van de Edomieten. Het werd in de 4e eeuw v.Chr. de hoofdstad van de Nabateeërs. Zij beheersten de handel in wierook vanuit Jemen en de hars van de wierookboom werd in de gehele antieke wereld als een bijzonder kostbare offergave en medicijn gezien. Deze route voerde vanaf Jemen langs de westkust van Arabië en deelde zich bij Petra in een noordwestelijke tak die naar Gaza voerde, en in een noordoostelijke in de richting van Damascus. Ook andere handelswaar kwam langs de stad want door haar ligging en watervoorziening was het een bevoorrechtte tussenstop voor karavanen uit Arabië, Egypte en Perzië. Op deze manier kwam er van alles voorbij, zoals kruiden uit het Indiase subcontinent, ivoor uit Afrika, parels uit de Rode Zee en goudsmeedwerk uit Aleppo. Tussenhandel en doorvoerrechten leverden de Nabateeërs hoge winsten op. In 312 v. Chr. deed het leger van Antigonos I Monophthalmos een aanval op de stad maar deze mislukte. Dit is ook de eerste keer dat de stad in geschriften genoemd werd.
In 106 werd de stad ingenomen door de Romeinen en ingelijfd in de Romeinse provincie Arabia Petraea. De provincie zou vanuit zowel Petra als Bosra bestuurd worden. De Romeinen drukten een groot stempel op de stad. Onder de Romeinen verloor de stad veel van haar betekenis omdat de handel steeds meer over de Rode Zee ging. In 363 vond een grote aardbeving plaats. Veel gebouwen werden vernietigd en het watersysteem raakte zwaar beschadigd. De stad werd gedeeltelijk herbouwd in Byzantijnse architectuur. Nadat het christendom de staatsreligie in het Romeinse Rijk werd, werd de stad de zetel van een bisdom. Langzaamaan raakte de stad haar handelspositie kwijt en in 551 volgde een vernietigende aardbeving waar de stad nooit meer bovenop kwam. In de 7e eeuw werd de stad helemaal verlaten en na verloop van tijd wisten alleen de lokale bedoeïenen deze nog te vinden.
In de westerse wereld dacht men lange tijd dat Kerak het vroegere Petra was. De Zwitserse geoloog Johann Ludwig Burckhardt herontdekte de stad in 1812.

## Opgravingen
Archeologische opgravingen begonnen pas in de jaren twintig van de 20e eeuw. Iets later begon dan ook de toeristische ontsluiting van de ruïnestad. De eerste archeologische opgravingen in het gebied van Petra vonden plaats in 1929. Ze werden voortgezet tussen 1935 en 1937 en in 1954. In 1958 begon de British School of Archaeology het centrum van de stad op te graven.
Sindsdien zijn er voortdurend archeologen ter plaatse aanwezig. De laatste grote opgravingscampagne vond plaats in de jaren 1993 tot 2002. Onder leiding van de Jordaanse Dienst voor het antiekwezen legden Amerikaanse wetenschappers van de Brown University uit Providence, Rhode Island de resten van de hoofdtempel (Quasr-al-Bint) in het centrum en in het gebied rond de Temenospoort bloot.

## Belangrijke monumenten

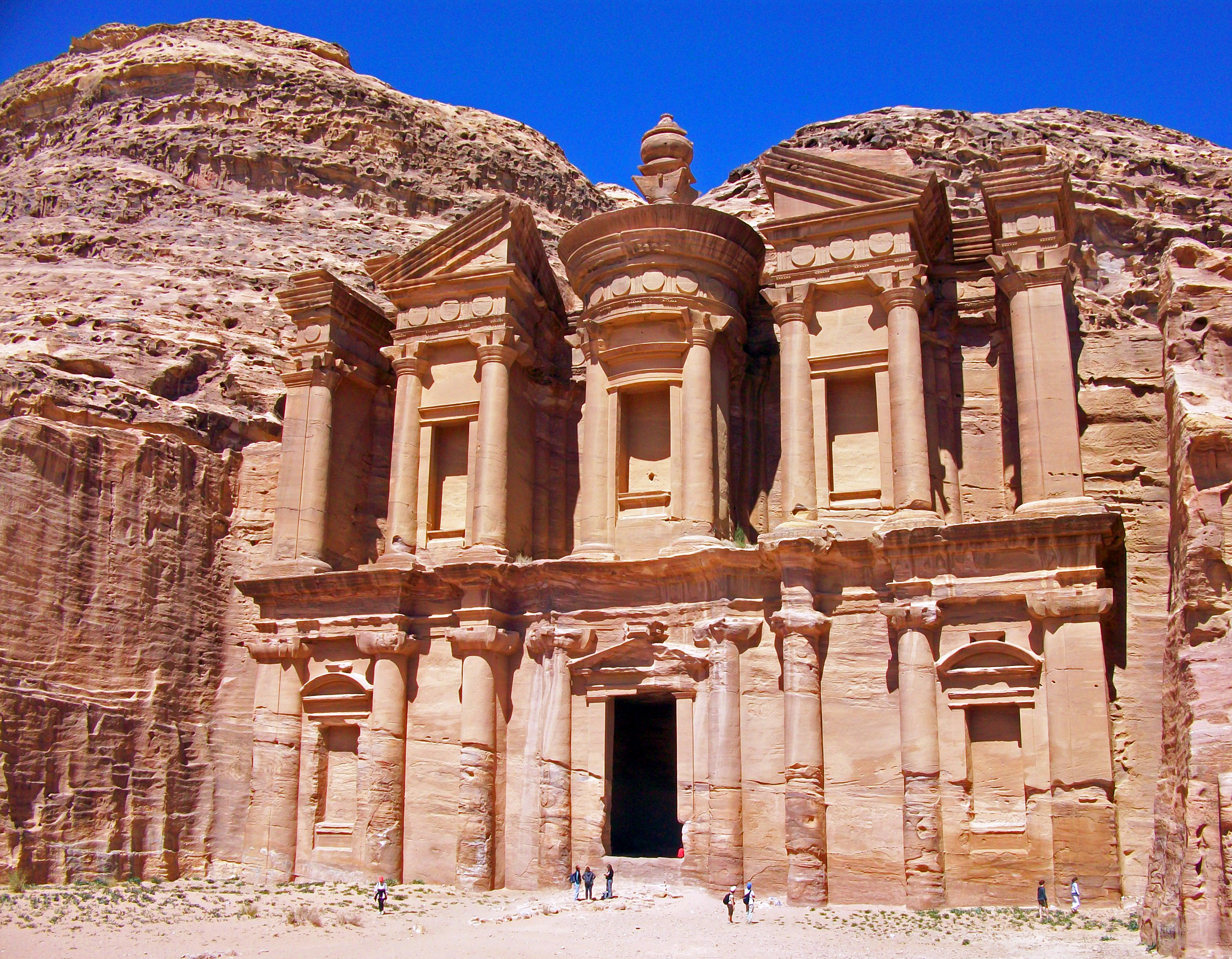
Ad Deir (Het Klooster) heeft een soberder gevel dan Al Khazneh.

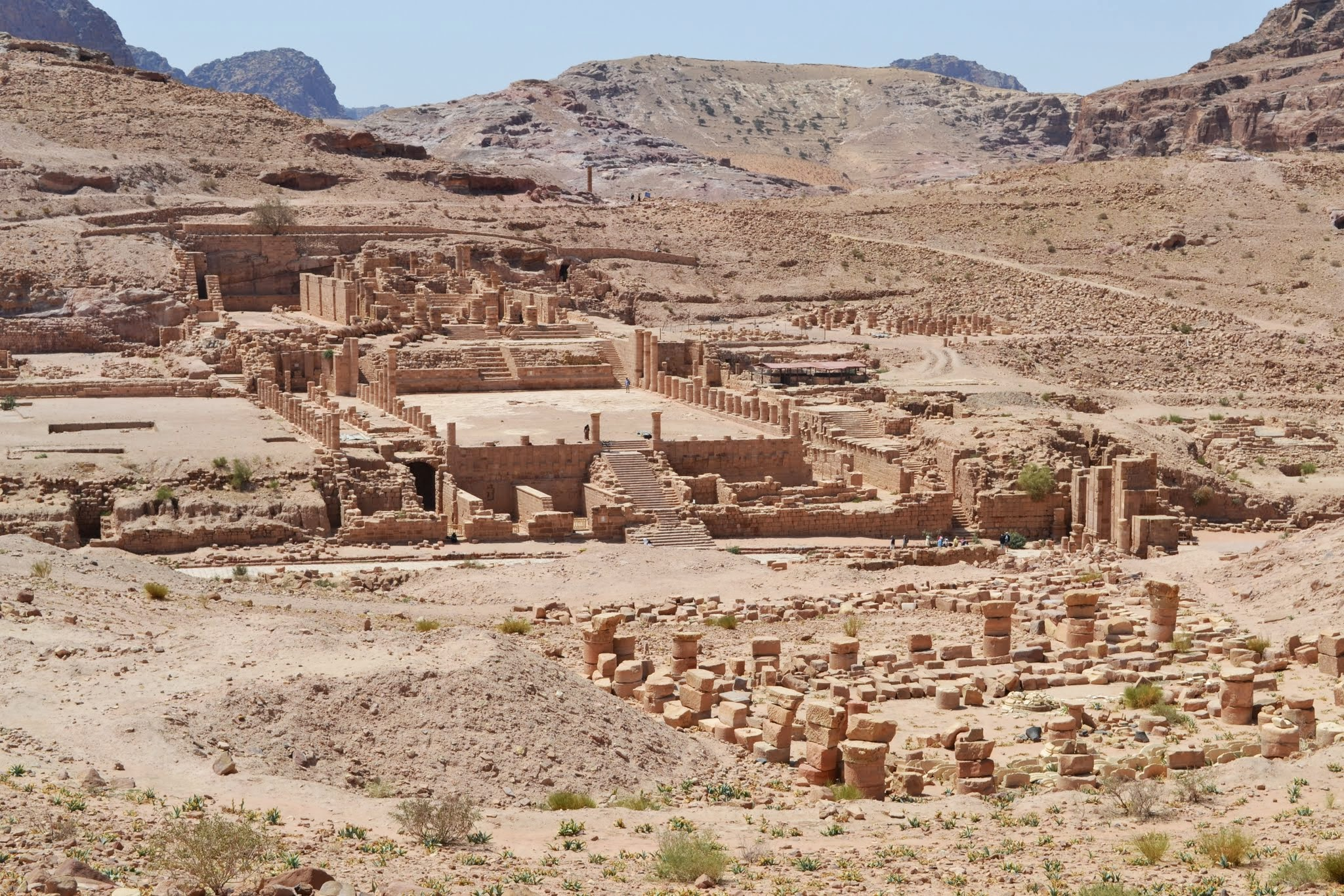
De Grote tempel van Petra

Petra is het bekendst door een groot aantal graftombes die in de rotsen zijn uitgehakt waarbij Al Khazneh het bekendst is. De stad herbergt ook een aantal Romeinse bouwwerken.
- Al Khazneh, ook bekend als de schatkamer, is een graftempel gebouwd in 85 v.Chr. en 84 v.Chr., waarschijnlijk in opdracht van koning Aretas III van de Nabateeërs. De voorgevel, uitgevoerd in een dubbele Korinthische orde, is 40 meter hoog en 25 meter breed.
- Ad Deir (Het Klooster) is uitgehakt op een berg ten noordwesten van het stadscentrum. Het diende mogelijk als een tempel voor koning Obodas I. In de vierde eeuw werd het een klooster.
- De Grote tempel van Petra is het grootste monument van Petra, met een vloeroppervlak van 7000 m². Ondanks de benaming was het waarschijnlijk een regeringsgebouw.
- Qasr al-Bint is het enige bouwwerk dat niet uit de rotsen is gehakt maar toch na meerdere aardbevingen grotendeels overeind staat. Dit komt doordat in de stenen constructie ook houten balken zijn verwerkt. Deze tempel was gewijd aan Dusharra.
- De Kerk van Petra is een Byzantijnse kerk uit de vijfde eeuw. Tijdens opgravingen werden hier papyrusrollen gevonden die een beeld geven van het leven in Petra.
- De poort van Hadrianus en de Decumanus maximus de Romeinse weg
- De tempel van de gevleugelde leeuwen
- Een groot aantal graftombes die in de rotsen zijn uitgehakt, zoals de tombe van de Romeinse soldaat, de zijdetombe, het urnengraf en de paleistombe. Een aantal hiervan is te vinden in de straat der façades.
- De stad kende twee badhuizen, één direct naast de grote tempel en deze had ook een tuin en één hoog op de rotsen met uitzicht over de stad en een hypocaustum.
- Het Romeins theater
- Nabij Petra bevindt zich de Schrijn van Aäron, de plek waar volgens de legende de broer van de profeet Mozes begraven ligt.

Enkele kilometers ten noorden van Petra ligt Siq al-Berid, ook wel Klein-Petra genoemd. Het is veel kleiner dan Petra en er komen minder toeristen. Naast in de rotsen uitgehakte gebouwen zijn hier enkele rotsschilderingen te bewonderen. Hoewel Petra en Klein-Petra fysiek gescheiden zijn, zijn ze gezamenlijk opgenomen in de Werelderfgoedlijst van UNESCO.

## Filmdecor
Petra werd onder andere gebruikt als locatie voor de films Indiana Jones and the Last Crusade, The Mummy Returns, Transformers: Revenge of the Fallen en Samsara en de televisieprogramma's Wie is de Mol? en De Pelgrimscode.
Petra was ook de inspiratie voor het decor van de scène op pagina 28 en 29 in het Kuifje-album Cokes in voorraad.

## Afbeeldingen

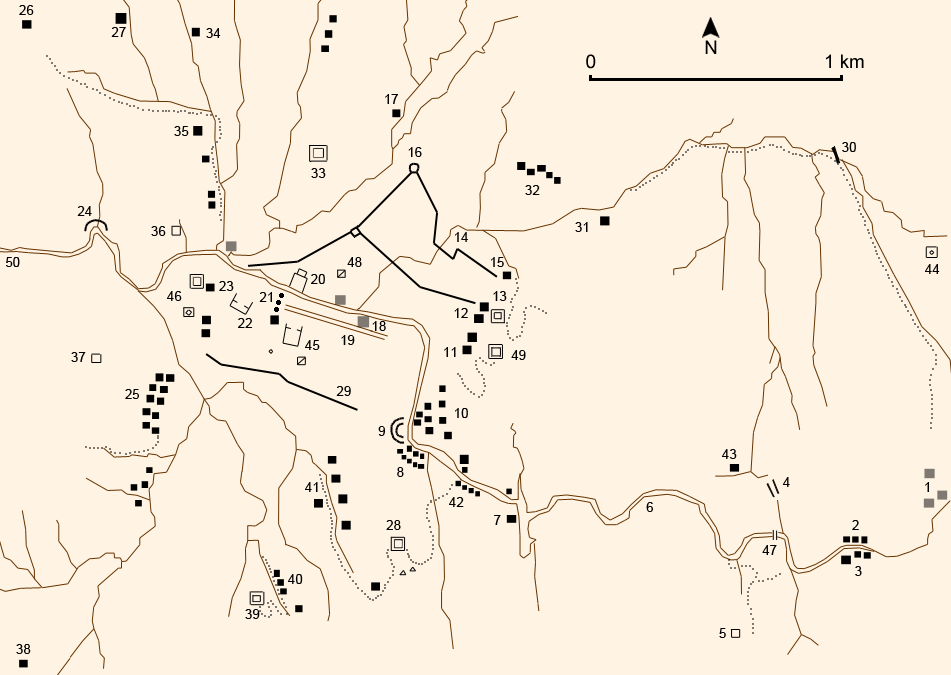
Kaart van de stad Petra
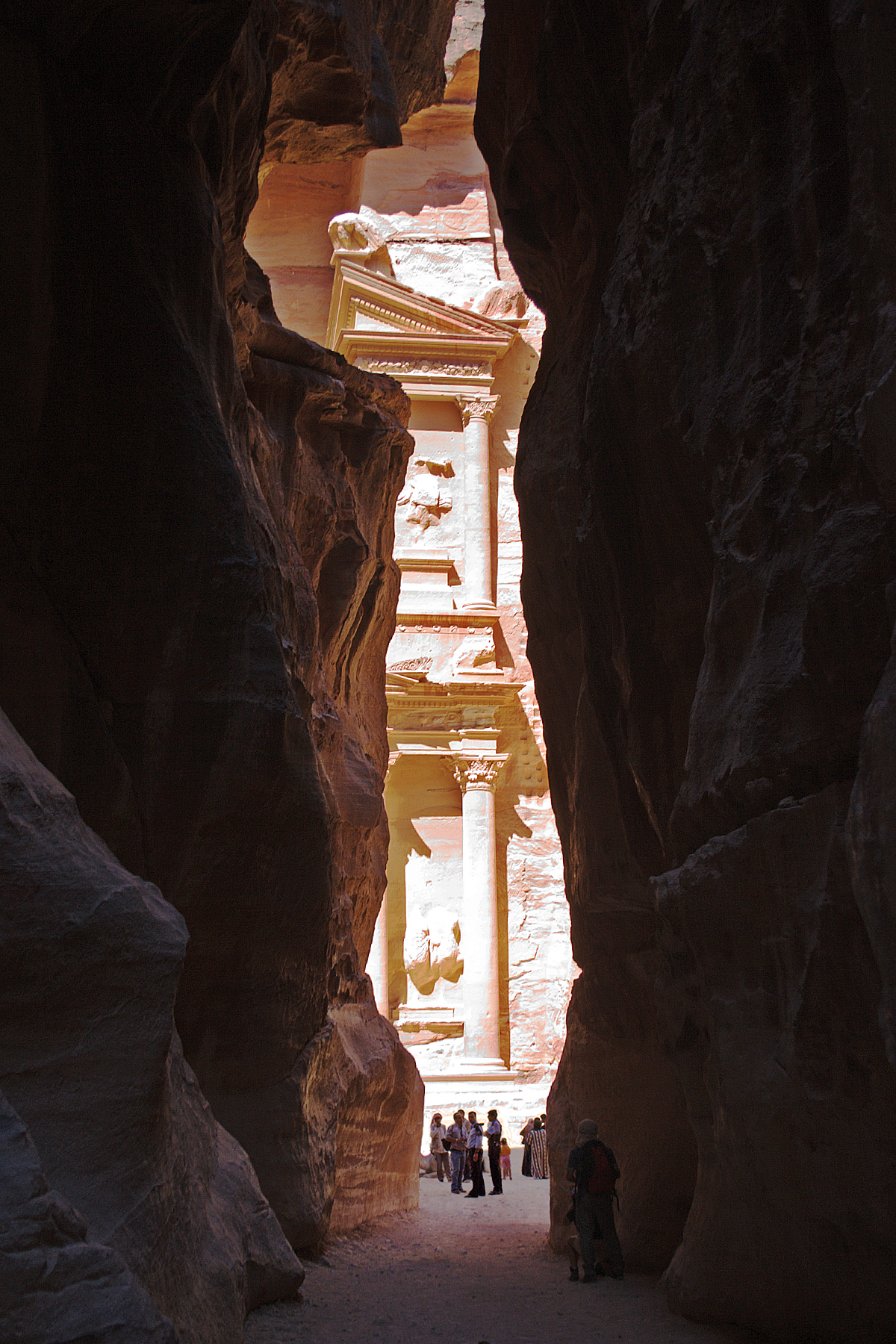
Eerste blik op Al Khazneh na de tocht door de kloof
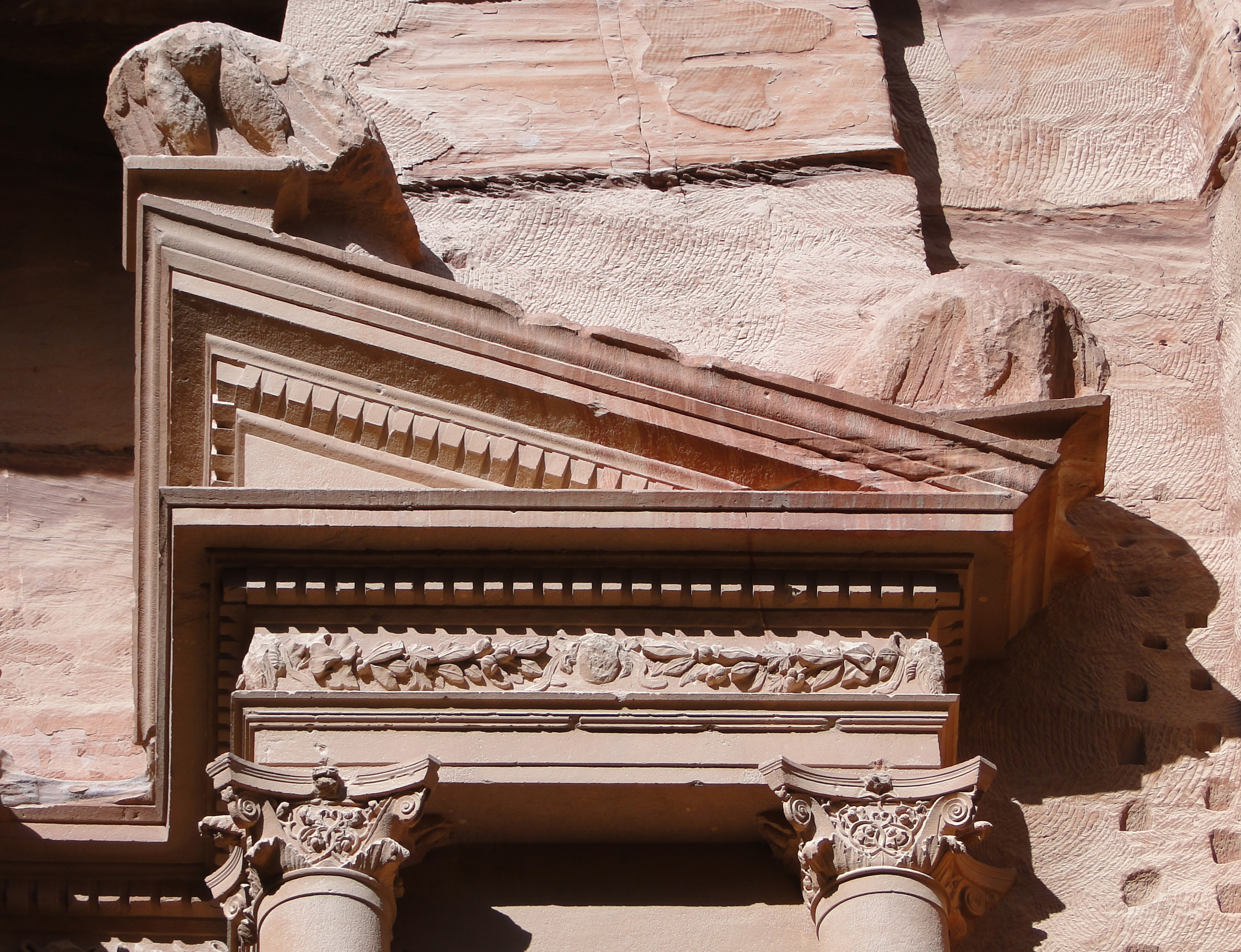
Detail van de façade
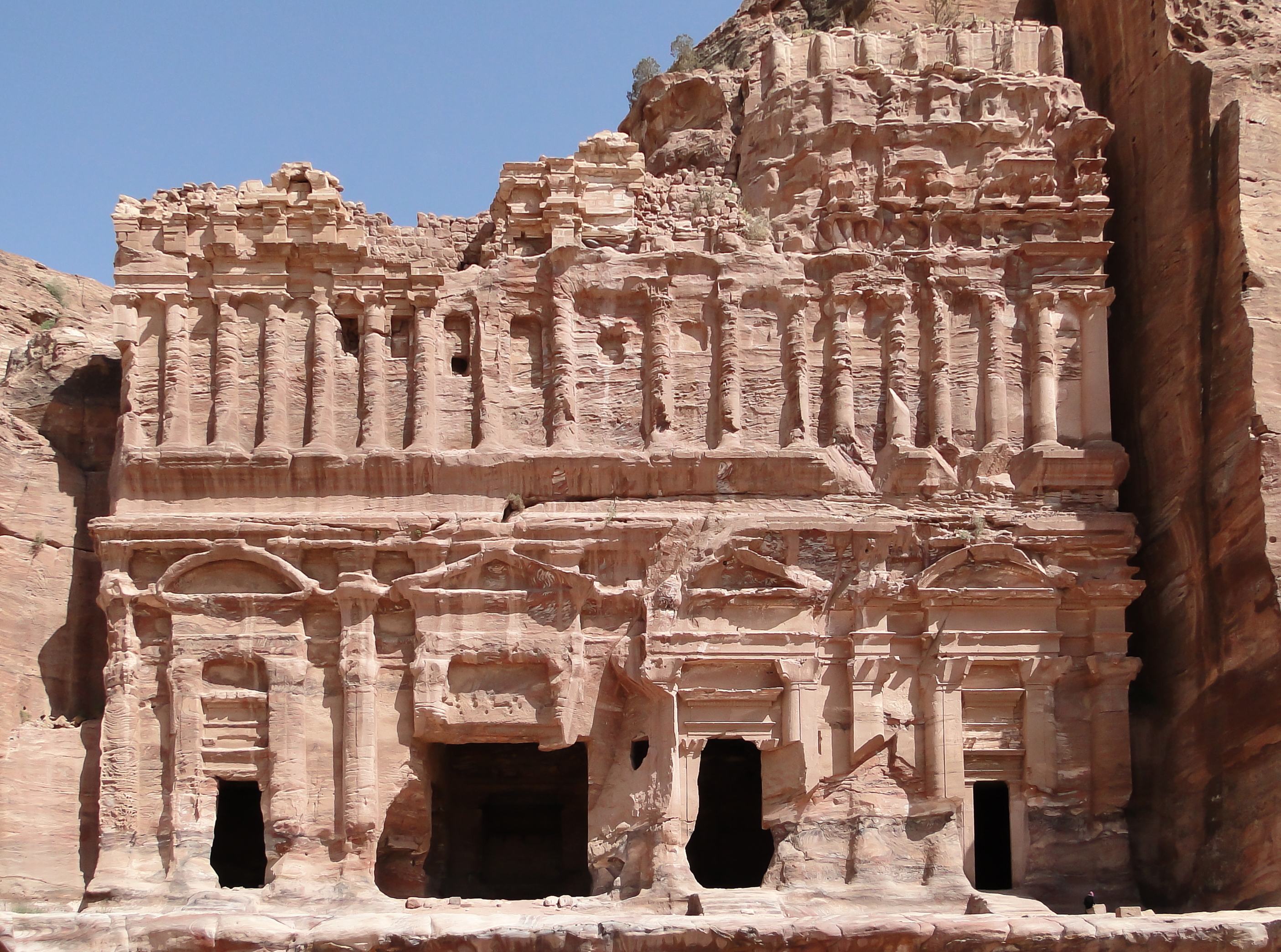
De paleistombe
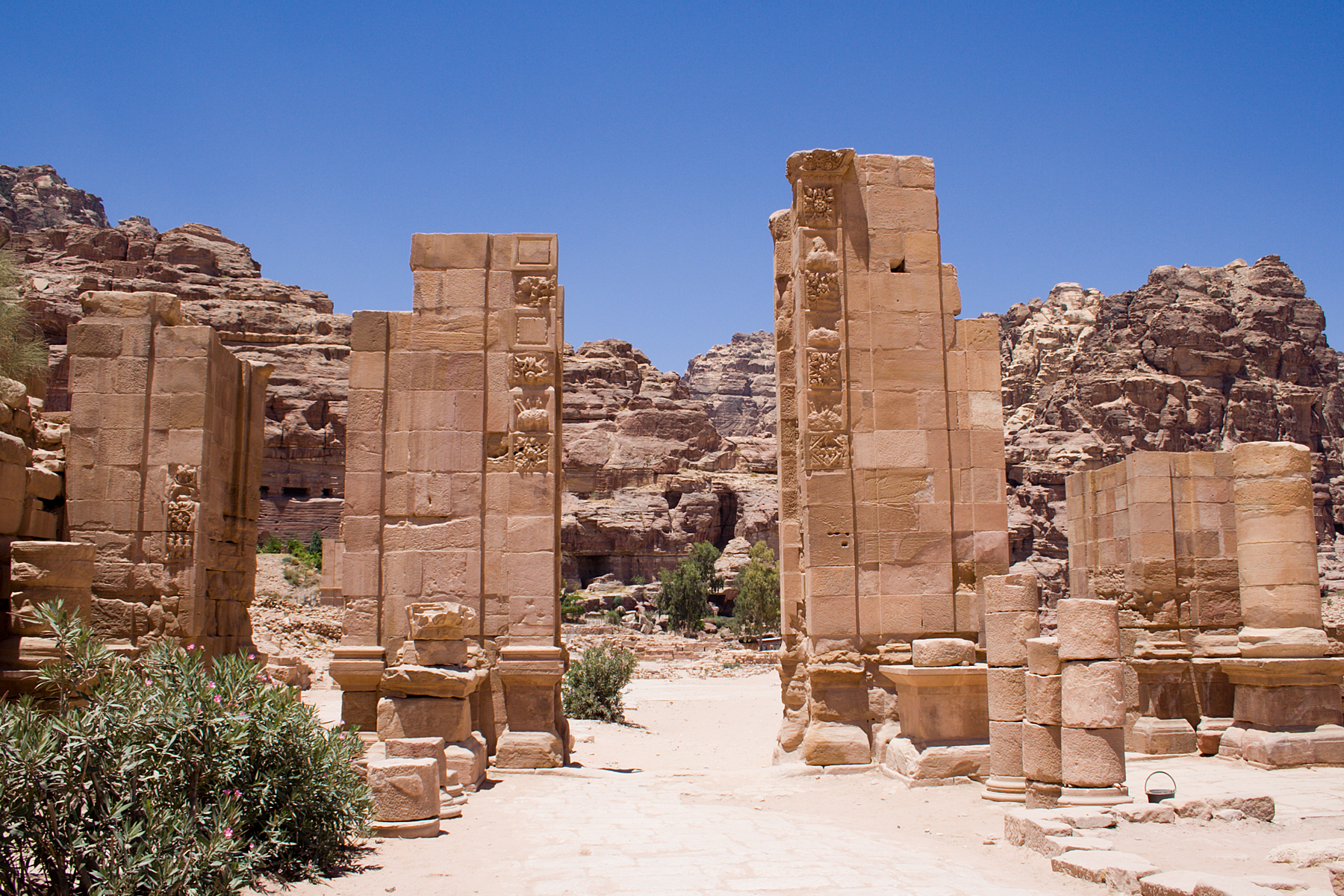
De Romeinse poort
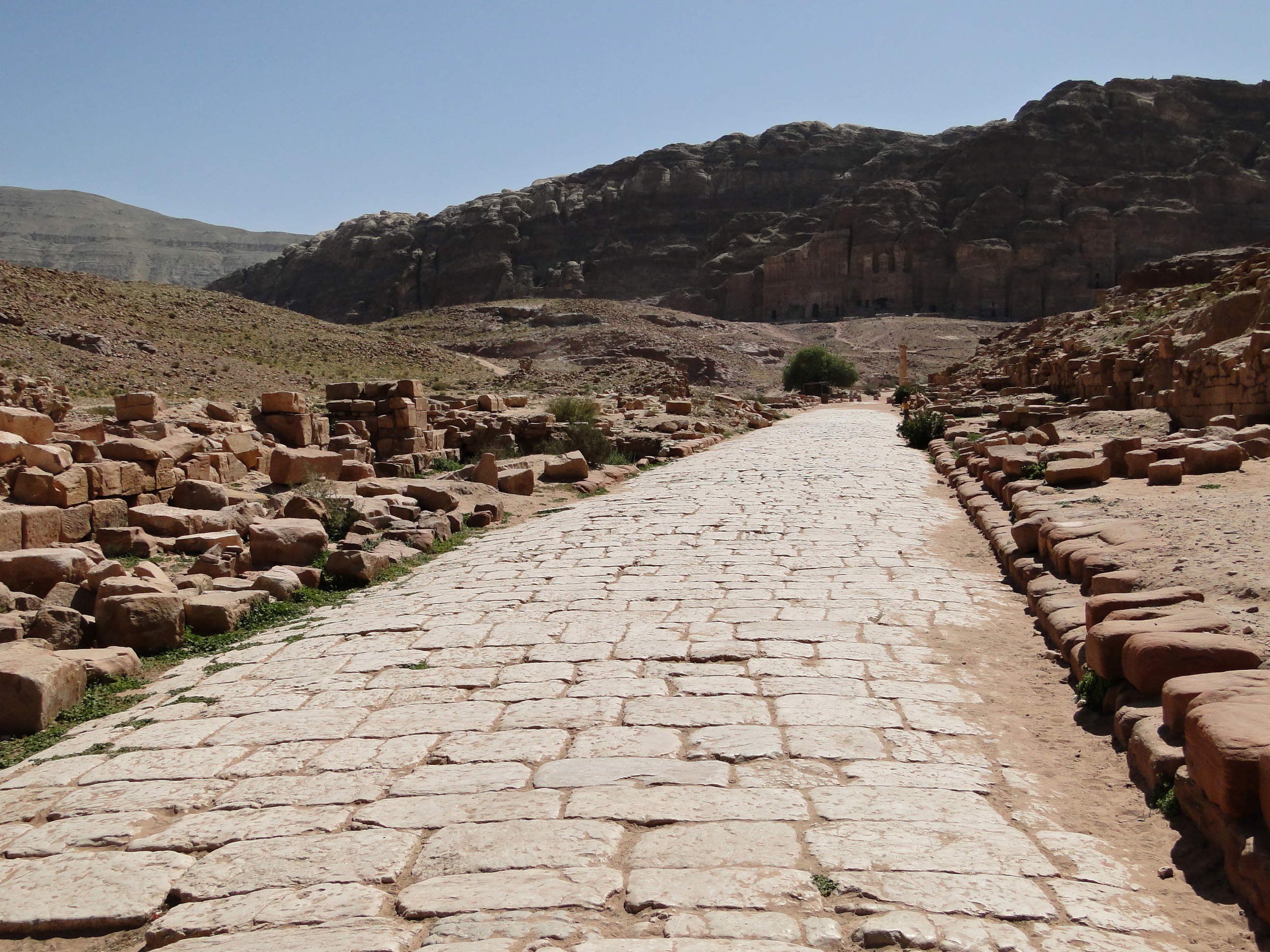
De Romeinse weg
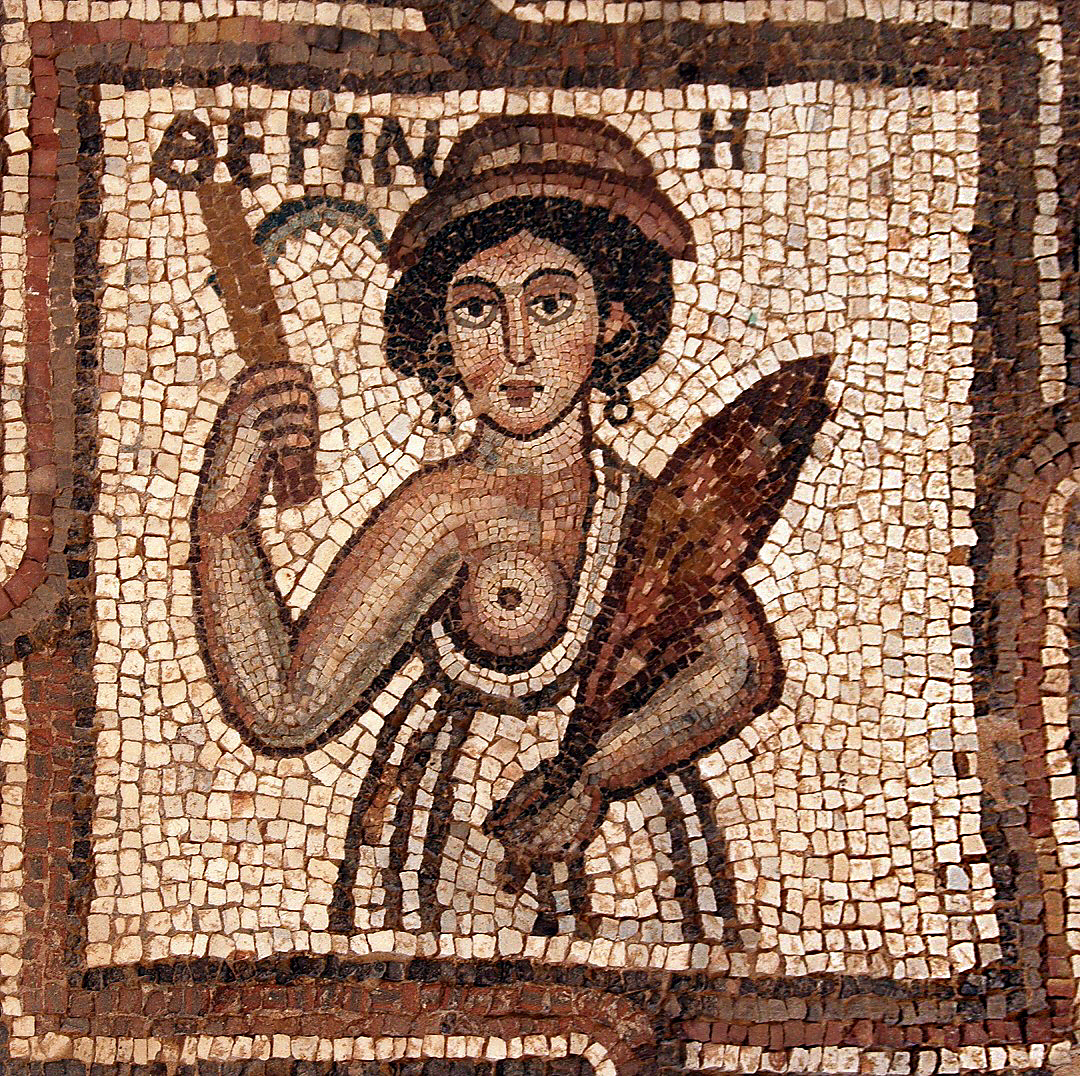
Een mozaïek in de kerk van Petra
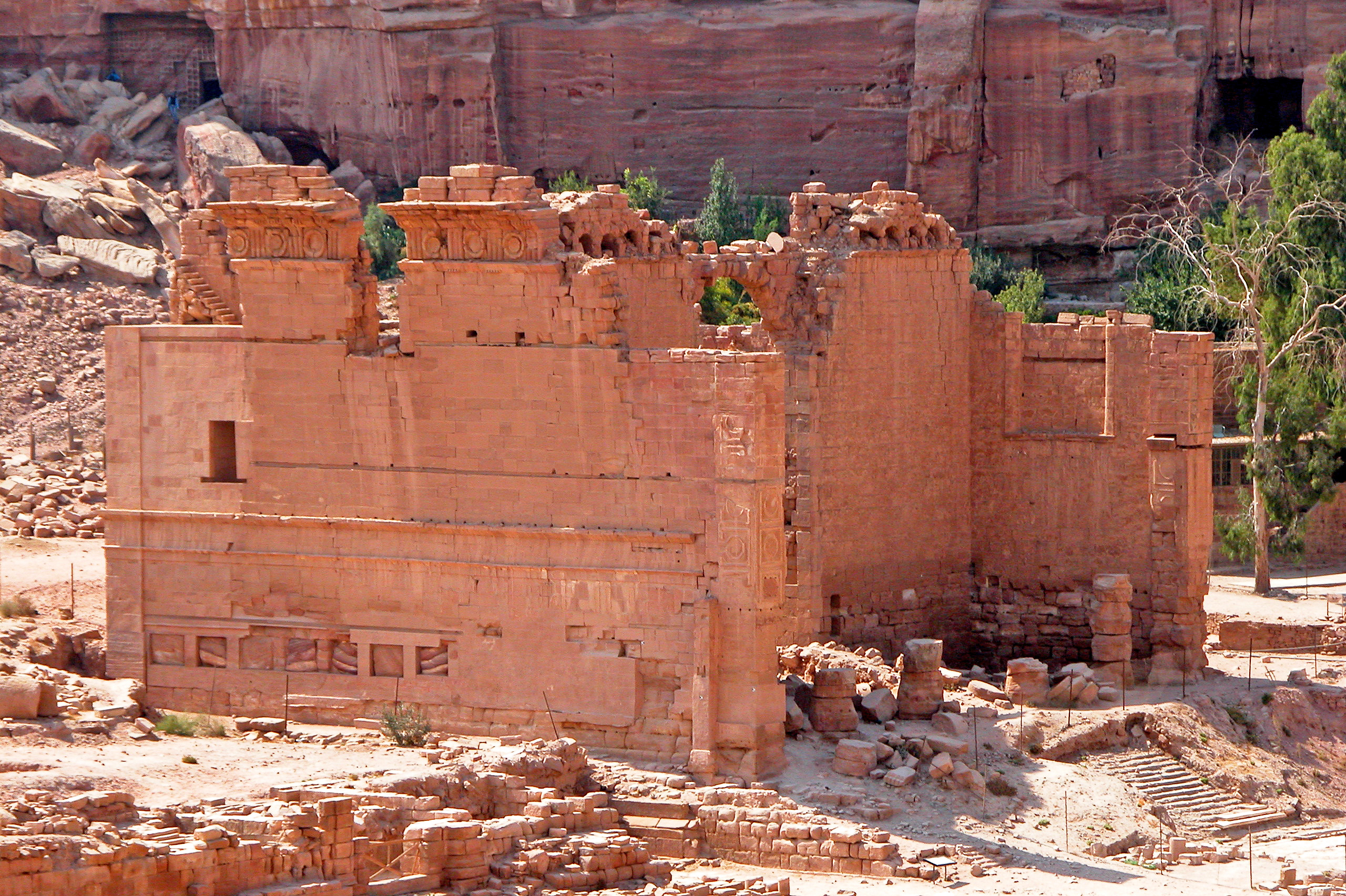
De Qasr al-Bint, een tempel die niet uit de rotsen is gehouwen en die toch meerdere aardbevingen heeft overleefd
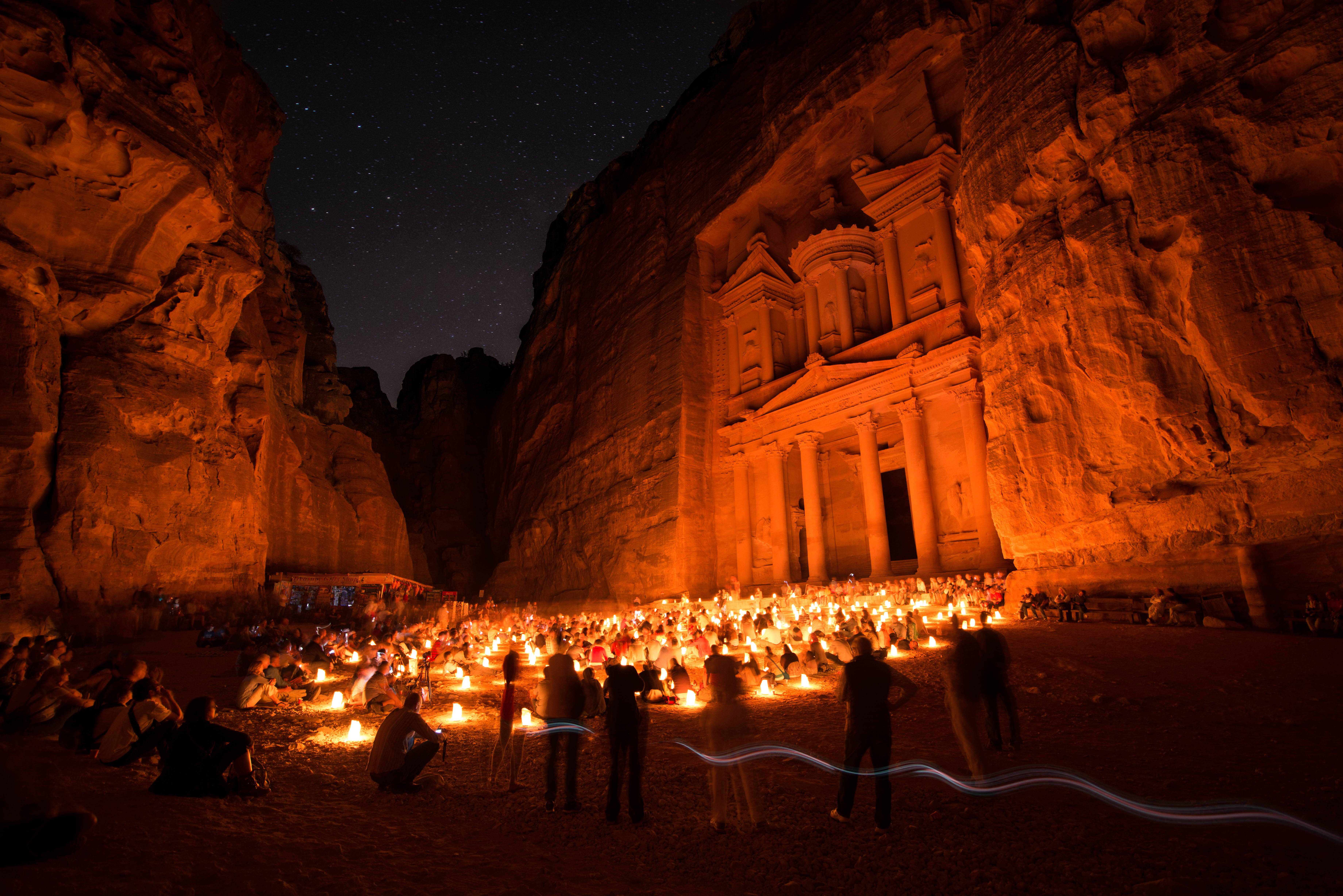
's Nachts wordt Petra verlicht met kaarsen.
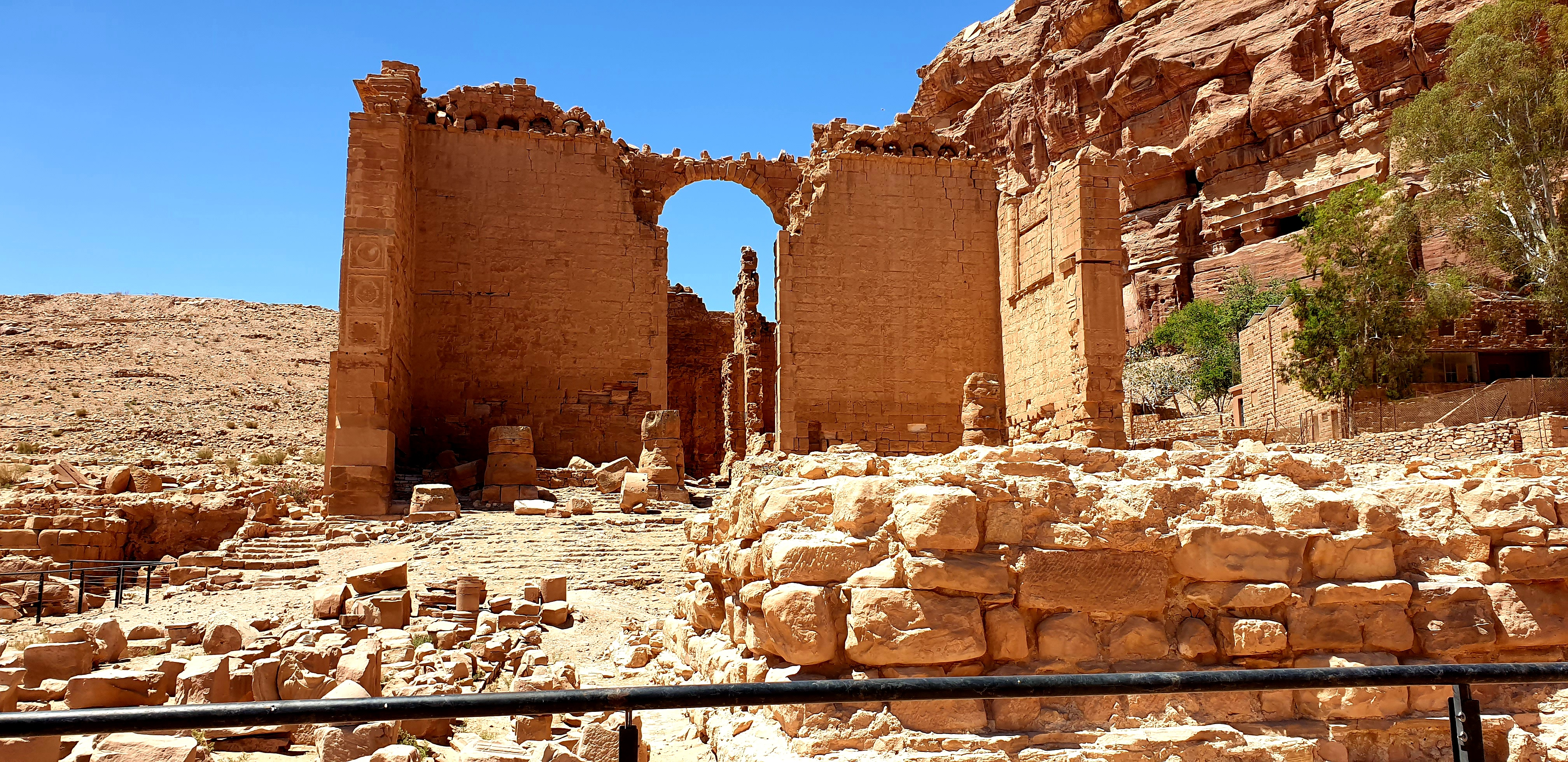
Petra, Temple of Dushares
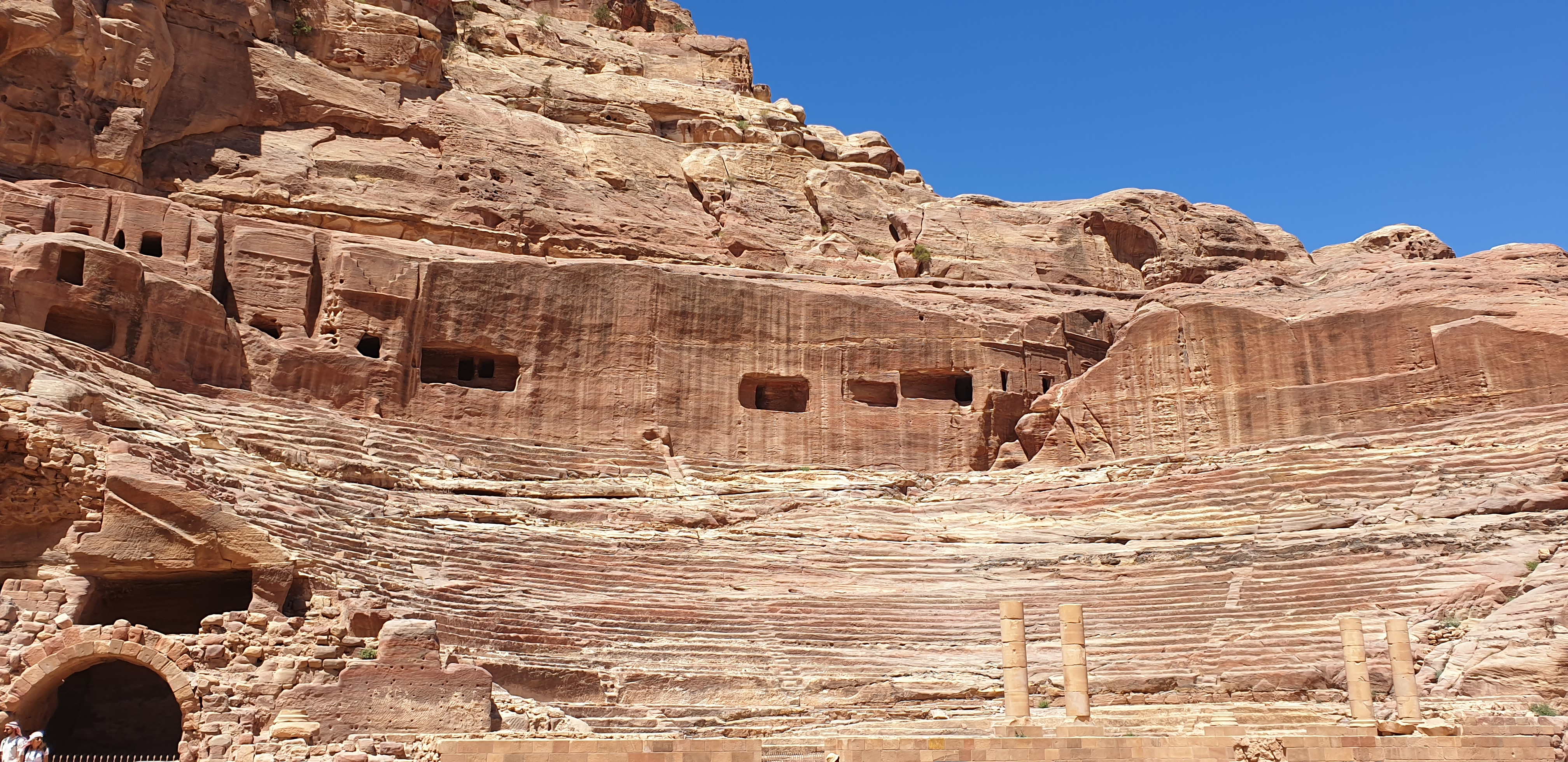
Roman Theatre Petra